# Nationaløkonomisk Tidsskrift
Nationaløkonomisk Tidsskrift är en dansk tidskrift utgiven av Nationaløkonomisk Forening sedan 1873.
Nationaløkonomisk Tidsskrift anses vara en av de ledande nordiska nationalekonomiska tidskrifterna.